# Arno Bohn
Arno Bohn (* 29. März 1947 in Rheinfelden (Baden)) ist ein deutscher Manager. Er war von März 1990 bis September 1992 Vorstandsvorsitzender der Dr. Ing. h. c. F. Porsche AG.

## Leben
Arno Bohn besuchte in Lörrach das Wirtschaftsgymnasium und begann seine berufliche Karriere 1968 als Verkaufsassistent und Programmierer bei Nixdorf Computer AG in der Münchener Niederlassung. Im Alter von 31 Jahren wurde Bohn in den Vorstand der Nixdorf AG berufen, wo er für den Vertrieb zuständig war. Im Mai 1989 verließ er als stellvertretender Vorstandsvorsitzender Nixdorf. Im Januar 1990 wurde er Mitglied des Vorstands der Porsche AG und im März des gleichen Jahres als Nachfolger von Heinz Branitzki zum Vorstandsvorsitzenden berufen.
Im September 1992 trennte sich die Porsche AG von Arno Bohn, dessen Vertrag noch im Frühjahr 1992 um drei Jahre verlängert worden war. Hauptgründe waren die Entwicklungskosten des viertürigen Porsche 989, ein Konflikt mit Ferdinand Piëch, Aufsichtsratsmitglied von Porsche und damals Vorstandsvorsitzender der Audi AG, sowie der starke Absatzrückgang von Fahrzeugen. Sein Nachfolger bei Porsche wurde Wendelin Wiedeking.
Ab Ende 1992 war Bohn als Geschäftsführer der GE Medical Systems bei General Electric in Buc bei Paris tätig und wurde später Präsident von General Electric Deutschland und Vizepräsident der General Electric Company USA. Seit 1999 arbeitet er als selbstständiger Unternehmensberater. Von 2000 bis Januar 2003 war Bohn Mitglied des Aufsichtsrats der Wallstreet:Online AG. Bohn ist außerdem Mitglied des Kuratoriums des Instituts für Physikalische Messtechnik der Fraunhofer-Gesellschaft in Freiburg.